# Corrida por etapa
Nos esportes ou desportos, uma etapa, estágio, é uma unidade de uma competição que foi separada em várias partes para completar a competição, é dividido por comprimento da distância a ser percorrida, como em um evento multi-dia. Normalmente, essa corrida é composta por etapas "comuns", mas às vezes as etapas são realizadas como um contrarrelógio individual ou um contrarrelógio por equipas. Corridas longas, como o Tour de France, Absa Cape Epic ou o Giro d'Italia são conhecidos por suas fases de um dia cada, enquanto o barco à vela VELUX 5 Oceans Race é dividida em quatro fases geralmente de várias semanas de duração cada, onde os concorrentes estão correndo continuamente dia e noite. No andar de bicicleta e execução de eventos, uma corrida com estágios é conhecida como uma corrida por etapas.

## Corrida ciclística por etapas
Em uma fase normal de uma corrida de ciclismo em estrada, todos os corredores começam simultaneamente e compartilhar a estrada. Os ciclistas estão autorizados a tocar e se abrigar atrás do outro. Montando em filas indianas uns dos outros é crucial para táticas de corrida: um ciclista solitário tem pouca chance de ser mais rápido que um pequeno grupo de ciclistas que podem trocar entre eles na posição extenuante da frente do grupo. A maioria dos ciclista formam um único grupo grande, o "peloton" [pelotão], com grupos atacando pela frente e o atleta lutando caindo para trás em certas ocasiões. Em etapas montanhosas o pelotão é provável que se torne fragmentado, mas em etapas planas uma divisão é rara.
Onde um grupo de ciclistas alcança a linha de chegada juntos, eles não lutam entre si por alguns segundos de melhoria para seus tempos de chegada. Existe uma regra que, se um ciclista termina menos de um segundo atrás de outro, em seguida, ele é creditado com o mesmo tempo de acabamento como o primeiro. Esta opera transitívavente, por isso, quando o pelotão termina junto de cada ciclista fica o tempo do corredor na frente do pelotão, mesmo que o pelotão leva dezenas de segundos, e possivelmente até mesmo um par de minutos, para cruzar a linha de chegada.
Os ciclistas que caírem nos últimos três quilômetros da meta final são creditados com o tempo de chegada do grupo que estavam com eles quando caiu, se isso é melhor do que o tempo em que eles realmente terminar. Isso evita sprinters serem penalizados por acidentes que não refletem com precisão o seu desempenho no etapa como um todo, uma vez que quedas nos três quilômetros finais podem ser enormes pilhas que são difíceis de evitar para um corredor mais para trás no pelotão. Um sprinter que caia dentro dos últimos três quilómetros não vai ganhar o sprint, mas evita ser penalizado na classificação geral.